# Aparalakty
Aparalakty (Aparallactinae) – podrodzina węży z rodziny gleboryjcowatych (Atractaspididae).

## Zasięg występowania
Podrodzina obejmuje gatunki występujące głównie w Afryce i Azji. 

## Systematyka

### Podział systematyczny
Do podrodziny należą następujące rodzaje: 
- Amblyodipsas Peters, 1857
- Aparallactus Smith, 1849
- Chilorhinophis Werner, 1907
- Hypoptophis Boulenger, 1908 – jedynym przedstawicielem jest Hypoptophis wilsonii Boulenger, 1908
- Macrelaps Boulenger, 1897 – jedynym przedstawicielem jest Macrelaps microlepidotus (Günther, 1860)
- Poecilopholis Boulenger, 1903 – jedynym przedstawicielem jest Poecilopholis cameronensis Boulenger, 1903
- Polemon Jan, 1858
- Xenocalamus Günther, 1868